# ویلیام هاو

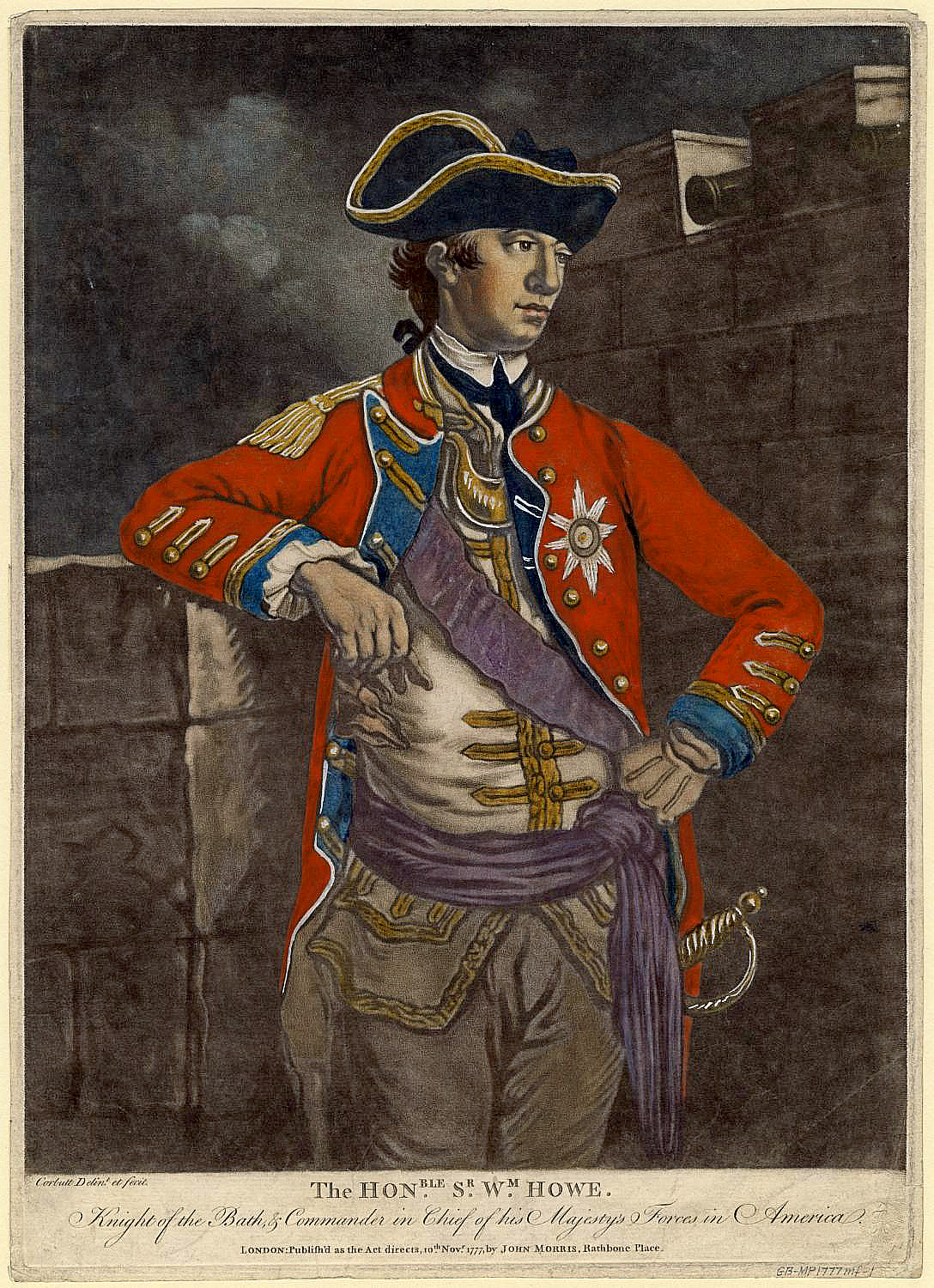
ژنرال سر ویلیام هاو

ویکنت ویلیام هاو(به انگلیسی: William Howe)(زادهٔ ۱۰ اوت ۱۷۲۹- مرگ ۱۲ ژوئیهٔ ۱۸۱۴) افسر بریتانیایی و فرمانده نیروهای این کشور در جنگ استقلال آمریکا بود.
او در ۱۷۴۶ به ارتش پیوسته و در جنگ هفت ساله خدمت نموده‌بود. در ۱۷۵۹ در تصرف کبک نقش داشت. در ۱۷۷۵ و در پی انقلاب به آمریکای شمالی گسیل‌شد و رهبری نیروهای انگلیسی را در نبرد بانکرهیل برعهده‌داشت. در همان سال به فرماندهی نیروهای انگلیسی در آمریکا رسید. هاو توانست نیویورک و فیلادلفیا را بگشاید.
در ۱۷۷۸ او از فرماندهی نیروهای بریتانیایی در آمریکا کناره‌گیری کرد و به انگلستان بازگشت. پس از آن وی چندسالی هم در پارلمان بریتانیا خدمت کرد.